# NUTS de Suecia
La Nomenclatura de Unidades Territoriales Estadísticas de Suecia se utiliza con fines estadísticos en la Unión Europea. Los códigos NUTS 
de Suecia dividen al país en tres niveles: 
1. En el primer nivel Suecia se divide en tres "landsdelar" o partes del país.
2. En el segundo nivel el país está dividido en ocho "riksområden", o áreas nacionales.
3. En el tercer nivel la división se ajusta a las fronteras de las Provincias de Suecia.

Solo el tercer nivel corresponde a unidades administrativas de Suecia.
| NUTS 1                 | NUTS 1                 | NUTS 2                 | NUTS 2 | NUTS 3                       | NUTS 3 |
| Partes del país        | Código                 | Áreas nacionales       | Código | Provincias                   | Código |
| ---------------------- | ---------------------- | ---------------------- | ------ | ---------------------------- | ------ |
| Suecia                 | SE1                    | Provincia de Estocolmo | SE01   | Provincia de Estocolmo       | SE010  |
| NUTS2 codes for Sweden | NUTS2 codes for Sweden | Suecia Media Este      | SE02   | Provincia de Upsala          | SE021  |
| NUTS2 codes for Sweden | NUTS2 codes for Sweden | Suecia Media Este      | SE02   | Provincia de Södermanland    | SE022  |
| NUTS2 codes for Sweden | NUTS2 codes for Sweden | Suecia Media Este      | SE02   | Provincia de Östergötland    | SE023  |
| NUTS2 codes for Sweden | NUTS2 codes for Sweden | Suecia Media Este      | SE02   | Provincia de Örebro          | SE024  |
| NUTS2 codes for Sweden | NUTS2 codes for Sweden | Suecia Media Este      | SE02   | Provincia de Västmanland     | SE025  |
| NUTS2 codes for Sweden | NUTS2 codes for Sweden | Suecia Sur             | SE04   | Provincia de Blekinge        | SE041  |
| NUTS2 codes for Sweden | NUTS2 codes for Sweden | Suecia Sur             | SE04   | Provincia de Escania         | SE044  |
| NUTS2 codes for Sweden | NUTS2 codes for Sweden | Suecia Media Norte     | SE06   | Provincia de Värmland        | SE061  |
| NUTS2 codes for Sweden | NUTS2 codes for Sweden | Suecia Media Norte     | SE06   | Provincia de Dalarna         | SE062  |
| NUTS2 codes for Sweden | NUTS2 codes for Sweden | Suecia Media Norte     | SE06   | Provincia de Gävleborg       | SE063  |
| NUTS2 codes for Sweden | NUTS2 codes for Sweden | Norrland Medio         | SE07   | Provincia de Västernorrland  | SE071  |
| NUTS2 codes for Sweden | NUTS2 codes for Sweden | Norrland Medio         | SE07   | Provincia de Jämtland        | SE072  |
| NUTS2 codes for Sweden | NUTS2 codes for Sweden | Norrland Alto          | SE08   | Provincia de Västerbotten    | SE081  |
| NUTS2 codes for Sweden | NUTS2 codes for Sweden | Norrland Alto          | SE08   | Provincia de Norrbotten      | SE082  |
| NUTS2 codes for Sweden | NUTS2 codes for Sweden | Småland e islas        | SE09   | Provincia de Jönköping       | SE091  |
| NUTS2 codes for Sweden | NUTS2 codes for Sweden | Småland e islas        | SE09   | Provincia de Kronoberg       | SE092  |
| NUTS2 codes for Sweden | NUTS2 codes for Sweden | Småland e islas        | SE09   | Provincia de Kalmar          | SE093  |
| NUTS2 codes for Sweden | NUTS2 codes for Sweden | Småland e islas        | SE09   | Provincia de Gotland         | SE094  |
| NUTS2 codes for Sweden | NUTS2 codes for Sweden | Suecia Oeste           | SE0A   | Provincia de Halland         | SE0A1  |
| NUTS2 codes for Sweden | NUTS2 codes for Sweden | Suecia Oeste           | SE0A   | Provincia de Västra Götaland | SE0A2  |